# Hermann Vallentin

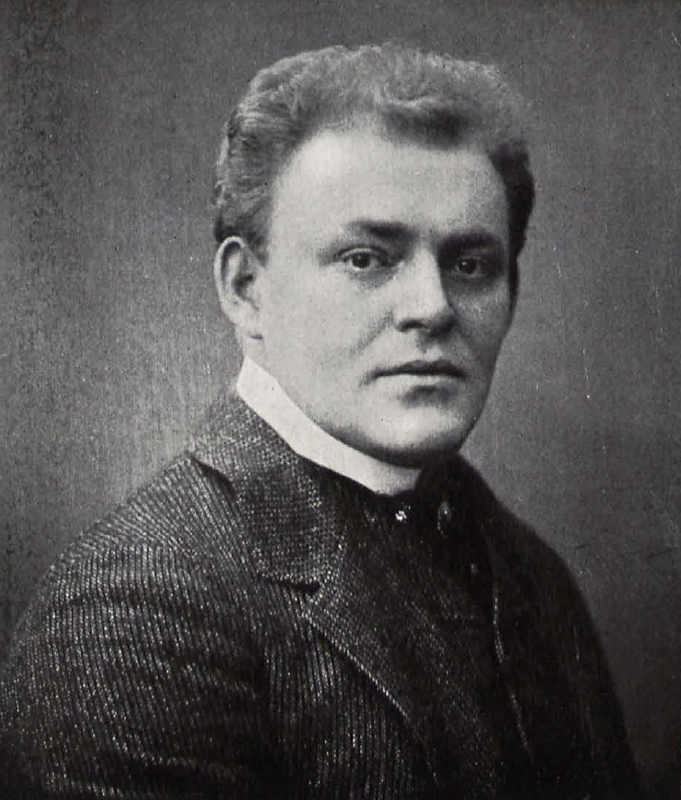
Hermann Vallentin

Hermann Vallentin född 24 maj 1872 i Berlin, död november 1945 i Tel Aviv Israel var en skådespelare.

## Filmografi (i urval)
- Storhertigens finanser (1924)
- Sista skrattet (1924)
- Månraketen (1929)
- The Captain from Köpenick (1931)